# Międzynarodowe Forum Niezależnych Filmów Fabularnych im. Jana Machulskiego
CINEMAFORUM – Międzynarodowe Forum Niezależnych Filmów Fabularnych im. Jana Machulskiego, dawniej Międzynarodowe Forum Niezależnych Filmów Fabularnych Oskariada – festiwal filmów niezależnych, który odbywa się od 2002 roku w Warszawie. Do 2006 roku festiwal był organizowany w Kinoteatrze „Bajka” a od 2007 odbywa się w Kinotece znajdującej się w Pałacu Kultury i Nauki.
W 2004 i 2007 roku główna nagroda Grand Prix była przyznawana w dwóch kategoriach: filmy studenckie oraz filmy amatorskie.
W 2009 po śmierci Jana Machulskiego, komitet organizacyjny zdecydował o nadaniu festiwalowi jego imienia.
Podczas festiwalu odbywają się imprezy towarzyszące takie jak:
- Nagroda Polskiego Kina Niezależnego im. Jana Machulskiego

## Lista nagrodzonych w 2002 roku
- Grand Prix: Klęcząc – Jęcząc (reż. Anna Borusińska, Piotr Matwiejczyk)
- I nagroda: Gdybym tylko mógł (reż. Michał Jaszowski)
- II nagroda: Reality show (reż. Jakub Nieścierow)
- III nagroda: Randez Vous, Temida (reż. Henryk Lehnert)
- Nagroda specjlana za reżyserię: Crocquemort (reż. Łukasz Jaworski)
- Nagrody specjalne od sponsorów: Złota rybka (reż. Artur Zawisza), Pokoje do wynajęcia (reż. Przemysław Żytnicki), Kolory (reż. Jarek Jaster), Parandroid (reż. Jakub Nieścierow)

## Lista nagrodzonych w 2003 roku
- Grand Prix: Pas de deux (reż. Kinga Lewińska)
- I nagroda: Ewa (reż. Mikołaj Talarczyk)
- II nagroda: Na jelenie (reż. Renata Borowczak)
- III nagroda: Zwierzę powierzchni (reż. Mateusz Dymek)
- Nagroda specjalna za reżyserię: Ewa (reż. Mikołaj Talarczyk)
- Nagroda specjalna za scenariusz: Ewa (reż. Mikołaj Talarczyk)
- Nagroda specjalna za zdjęcia: Podwójne zlecenie, Pas de deux (reż. Kinga Lewińska)
- Nagroda specjalna za montaż: Zwierzę powierzchni (reż. Mateusz Dymek)
- Nagroda specjalna dla najlepszego filmu zagranicznego: Meme pas mal (reż. Ivan Rad Kine)
- Wyróżnienia: Barany, W poszukiwaniu yeti, Hipnoza (reż. Dominik Kosicki), Malina Prześluga (za rolę w filmie Ewa), Sum, tak zwany olimpijczyk (reż. Łukasz i Bartosz Walaszek), Z góry (reż. Anna Kazejak), Workshop (reż. Dominik Ociepka), AA (reż. Michał Sowa, Leszek Jasiak, Sebastian Pacyna, Mariusz Zimoński), Manekiny (reż. Rafał Samborski), Lucky (reż. Marcin Solorz), Superamok II: Nad stawem zła (reż. Tomasz Titkow),
- Nagroda publiczności: Zwierzę powierzchni (reż. Mateusz Dymek)

## Lista nagrodzonych w 2004 roku
- Grand Prix w kategorii najlepszy film amatorski: Hobby (reż. Dariusz Nojman)
- Grand Prix w kategorii najlepszy film studencki: Koniec wojny (reż. Tomasz Szafrański)
- Nagroda specjalna jury: Bolączka sobotniej nocy (reż. Dominik Matwiejczyk)
- I nagroda: Kapelusz (reż. Agnieszka Smoczyńska)
- II nagroda: Dzieci w kukurydzy (reż. Piotr Matwiejczyk)
- III nagroda: Dureme Negrito (reż. Hector Gavira)
- Nagroda specjalna za oryginalny scenariusz: Yan (reż. Turgay Yvuz)
- Nagroda specjalna za najlepszą animację: Sen Kowalskiego (reż. Daniel Zduńczyk)
- Nagroda specjlana dla najlepszego filmu zagranicznego: Umbra (reż Pol Lemetais, Florent Ruch)
- Nagrody specjalne od sponsorów: Mężczyźni wolą blondynki (reż. Joanna Kaczmarek), Góral (reż. Marcin Solarz), Chłopak z promocji (reż. Jarosław Sztandera), Ktoś jeszcze (reż. Sławomir Pstrong)
- Nagroda Publiczności: 13 (reż Ramzi Dobrowolski-Mouelhi)
- Wyróżnienia: Sloow (reż. Maciej Sobczyk, Leader (reż. Mariusz Trojak), Okryj mnie (reż. Piotr Matwiejczyk)

## Lista nagrodzonych w 2005 roku
- Grand Prix: Marco P. i złodzieje rowerów (reż. Bodo Kox)
- I nagroda: Spam (reż. Radosław Hendel)
- II nagroda: Towar (reż. Abelard Giza)
- III nagroda: Tylko jedna noc (reż. Dariusz Błaszczyk)
- Nagroda specjalna: 7 grzechów popkultury (reż. Adam Bortnowski, Doman Nowakowski)
- Wyróżnienia: Między nami dzieciakami (reż. Piotr Matwiejczyk), Romance (reż. Douglas Boswell)
- Nagroda publiczności: Spam (reż. Radosław Hendel)

## Lista nagrodzonych w 2006 roku
- Grand Prix: Auszeit (reż. Jules Herrmann)
- I nagroda: Studia upadku (reż. Dariusz Nojman)
- II nagroda: Living in extasy (reż. Mikis Fernandez)
- III nagroda: Steven (reż. Ruben Sebban)

## Lista nagrodzonych w 2007 roku
- Grand Prix w kategorii najlepszy film amatorski: Manna (reż. Hubert Gotkowski)
- Grand Prix w kategorii najlepszy film studencki: Kilka prostych słów (reż. Anna Kazejak)
- I nagroda: Miasto ucieczki (reż. Wojciech Kasperski), Kraina Snu (reż. Jarosław Kupść)
- Nagrody specjalne: Próba mikrofonu (reż. Tomasz Jurkiewicz), Latarnik (reż. Mateusz Rakowicz)
- Nagroda publiczności: Latarnik (reż. Mateusz Rakowicz)

## Lista nagrodzonych w 2008 roku
- Grand Prix: Kongola (reż. Sylwester Jakimow)
- I nagroda ex aequo: Myjnia (reż. Jan P. Matuszyński) oraz Nie ma o czym milczeć (reż. Maciej Buchwald)
- II nagroda: Magiczny most (reż. Jan Chramosta)
- III nagroda: Mazal (reż. Roy Sher)
- Nagroda specjalna: Manfred Tryb (reż. Tomasz Karpowicz)
- Nagroda specjalna: Tramwaj (reż. Monika Kuczyniecka)
- Wyróżnienie: Galerianki (reż. Katarzyna Rosłaniec)
- Wyróżnienie: Saving mom and dad (reż. Kartik Singh)
- Nagroda publiczności: Nie ma o czym milczeć (reż. Maciej Buchwald)

## Lista nagrodzonych w 2009 roku
- Grand Prix: Play (reż. Muriel D’Ansembourg)
- I nagroda: Moja nowa droga (reż. Barbara Białowąs)
- II nagroda: Luksus (reż. Jarosław Sztandera)
- III nagroda: Porque Hay Cocas Que Nunca Se Olvidan (reż. Lucas Figueroa)

## Lista nagrodzonych w 2010 roku
- Grand Prix: Kuba Czekaj za filmy Ciemnego pokoju nie trzeba się bać i Twist&Blood
- I nagroda: Brzydkie słowa (reż. Marcin Maziarzewski)
- II nagroda: Reise ohne Rückkehr – Endstation Frankfurter Flughafen (reż. Güclü Yaman)
- III nagroda: Noc życia (reż. Antoni Królikowski)

## Lista nagrodzonych w 2011 roku
- Grand Prix: Krzysztof Jankowski za film Odwyk
- Wyróżnienie: Hanoi – Warszawa (reż. Katarzyna Klimkiewicz)
- Wyróżnienie honorowe: Portret z pamięci (reż. Marcin Bortkiewicz), Opowieści z chłodni (reż. Grzegorz Jaroszuk), Zaśpiewaj mi do snu (reż. Magnus Arnesen)

## Lista nagrodzonych w 2012 roku
- Grand Prix: Droga na drugą stronę (reż. Anca Damian)
- Wyróżnienia: Luminaris (reż. Juan Pablo Zaramella), Koleżanki (reż. Sylwester Jakimow), Begegnung (reż. Matthias Zuder)

## Lista nagrodzonych w 2013 roku
- Grand Prix: 128. Szczur (reż. Jakub Pączek)
- Nagroda Specjalna Legalnej Kultury: Seven Heaven (reż Guillame Foirest)

## Lista nagrodzonych w 2014 roku
- Grand Prix: Obcy (reż. Piotr Domalewski)
- Nagroda Specjalna sfinansowana ze środków PISF: Magma (reż Paweł Maślona)

## Lista nagrodzonych w 2015 roku
- Wyróżnienie: Everything Will Be Okay (reż. Patrick Vollrath)
- Wyróżnienie: The Return of Erkin (reż. Maria Guskova)
- Nagroda specjalna Multimedia Polska: Mleczny Brat (reż. Vahram Mkhitaryan)
- Grand Prix Sundance Channel: Zeus (reż. Pavel G. Vesnakov)

## Lista nagrodzonych w 2016 roku
- Wyróżnienie honorowe: Under the Sun (reż. Qiu Yang), A Night in Tokoriki (reż. Roxana Stroe)
- Grand Prix: Czarnoksiężnik z Krainy U.S. (reż. Balbina Bruszewska)
- Nagroda publiczności: Timecode (reż. Juanjo Giménez)

## Lista nagrodzonych w 2017 roku
- Grand Prix: Najpiękniejsze fajerwerki ever (reż. Aleksandra Terpińska)
- Wyróżnienie honorowe: Home (reż. Daniel Mullo)
- Wyróżnienie honorowe:  Amalimbo (reż. Juan Pablo Libossart)
- Nagroda specjalna Medicine: Negative Space (reż. Max Porter)[2]

## Lista nagrodzonych w 2018 roku
- Grand Prix: Wyrm (reż. Christopher Winterbauer)
- Wyróżnienie honorowe: Shadow Animals (reż. Jerry Carlsson)
- Wyróżnienie honorowe: Bonobo (reż. Zoel Aeschbacher)
- Wyróżnienie honorowe: Fry Day (reż. Laura Moss)[3]

## Lista nagrodzonych w 2019 roku
- Grand Prix: Get Ready With Me (reż. Jonatan Eltzer)
- Wyróżnienie: Duszyczka (reż. Barbara Rupik)
- Nagroda publiczności: Nie zmieniaj tematu (reż. Hubert Patynowski)[4]

## Lista nagrodzonych w 2020 roku
- Grand Prix: Memorable (reż. Bruno Collet)
- Wyróżnienie: I Am Afraid To Forget Your Face (reż. Sameh Alaa)
- Wyróżnienie: Maradonna's Legs (reż. Firas Khoury)[5]

## Lista nagrodzonych w 2021 roku
- Grand Prix: Swimmer (reż. Jonatan Etzler)
- Wyróżnienie: Ghost Dogs (reż. Joe Cappa)
- Wyróżnienie: Good Thanks, You? (reż. Molly Manning)
- Wyróżnienie: Techno, Mama (reż. Saulius Baradinskas)
- Nagroda publiczności: The Last Men (reż. Adrien Jeannot)[6]

## Lista nagrodzonych w 2022 roku
- Grand Prix: Bestia (reż. Hugo Covarrubias)
- Wyróżnienie: Warsha (reż. Dania Bdeir)
- Nagroda publiczności: Censor of Dreams (reż. Raphaël Rodriguez, Léo Bern)[7]